# Tonny Brasil
Antonio Luiz do Carmo Conceição (Belém, 28 de março de 1967 – Belém, 2 de junho de 2024), mais conhecido como Tonny Brasil, foi um compositor, cantor, produtor musical, arranjador e multi-instrumentista brasileiro. Com cerca de 2000 músicas compostas e 700 músicas gravadas por ele e outros artistas como Banda Calypso, Joelma, Reginaldo Rossi, Marília Mendonça, Leonardo, Nelsinho Rodrigues, Banda Sayonara, entre outros, o artista é amplamente reconhecido por ser o criador do gênero musical Tecnobrega, ritmo popular no norte e nordeste brasileiro.

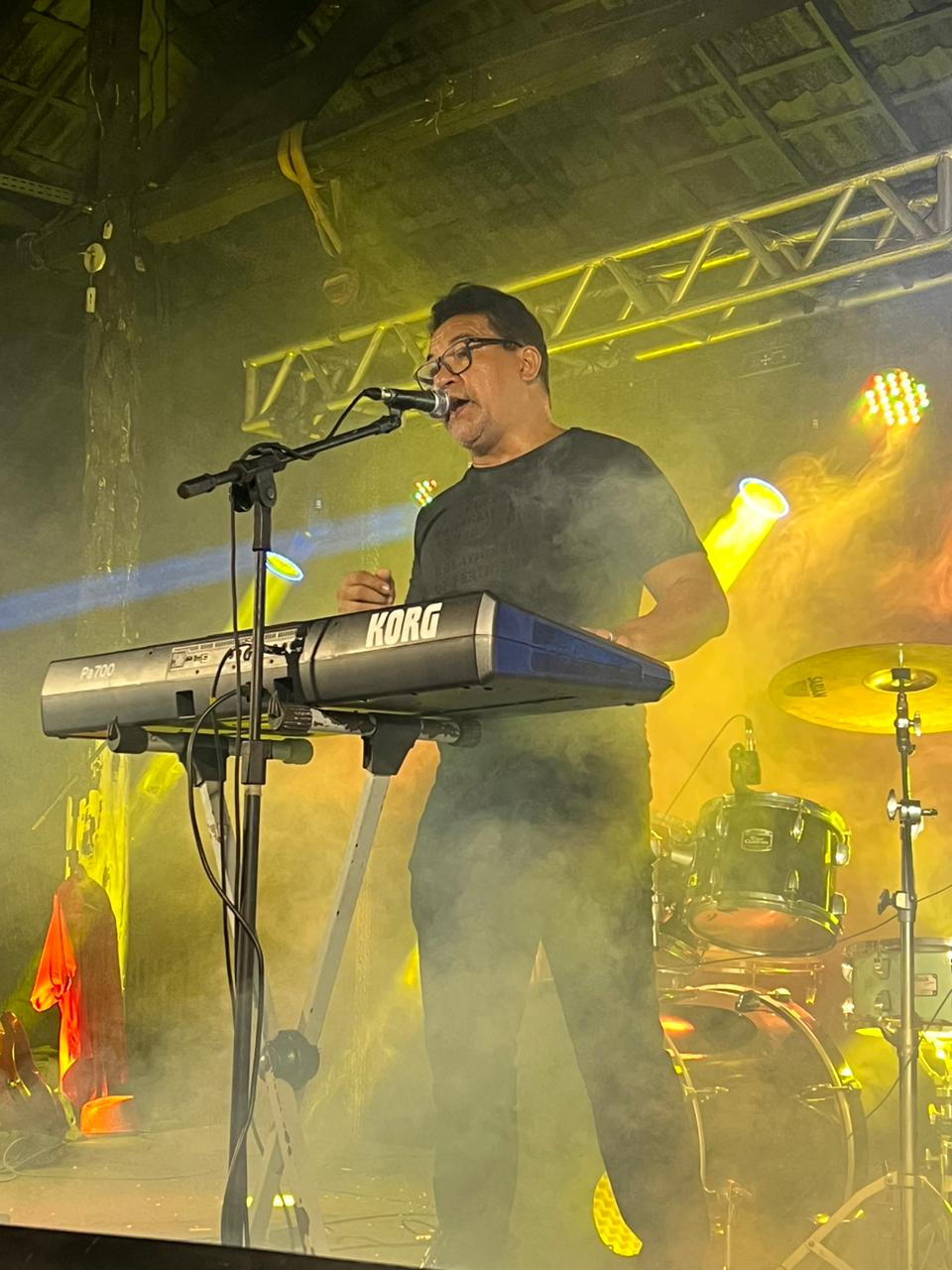
Brasil durante show em 2023.

## Início da carreira
Filho de um carpinteiro e uma lavadeira, Tonny revelou durante uma entrevista que seu interesse por música surgiu quando seu pai o presenteou com uma bola de futebol, enquanto seu irmão recebeu um violão. Os irmãos então resolveram trocar os presentes. A carreira de Tonny começou de fato aos 18 anos, tocando com a banda de rock Éter na Mente. Tonny considerava-se principalmente um compositor, mas, no ínicio de sua carreira, encontrou resistência de artistas para gravarem suas músicas. Dessa forma, ele iniciou sua carreira como cantor, interpretanto suas próprias composições. A sua primeira gravação foi "Lana", a canção que é considerada o primeiro tecnobrega.

## Criação do Tecnobrega
Durante uma viagem à Guiana Francesa para um festival de Zouk, Tonny observou vários artistas tocando Zouk e Lambada internacional utilizando electro beats e batidas sequenciadas e então achou que seria uma boa ideia aplicar essas batidas ao brega. Nesse período, Tonny trabalhava no estúdio musical M Produções, o qual Mauro Freitas era próprietário. Lá, Tonny tinha liberdade para trabalhar livremente e frequentemente passava noites em claro no estúdio tentando configurar os mapas MIDI dos teclados para configurações de bateria chamadas DM5 e DM4. Após obter sucesso com as configurações de bateria, ele então configurou o teclado para outros instrumentos. Sua primeira gravação foi a canção "Lana".
Os dois primeiros álbuns de brega gravados completamente de forma eletrônica foram os primeiros álbuns das carreiras dos cantores Nelsinho Rodrigues e Anna di Oliveira, os quais todas as canções foram produzidas e compostas por Tonny. Após o sucesso desses álbuns, Tonny colaborou com o artista Luís Nascimento e a Banda Açaí Machine surgiu, misturando elementos de rap e hip-hop ao brega. Após o lançamento da Banda Açaí Machine, o empresário Rosenildo Franco batizou o ritmo criado por Tonny de "tecnobrega", ressaltando que o ritmo era feito de forma muito diferente do brega tradicional.

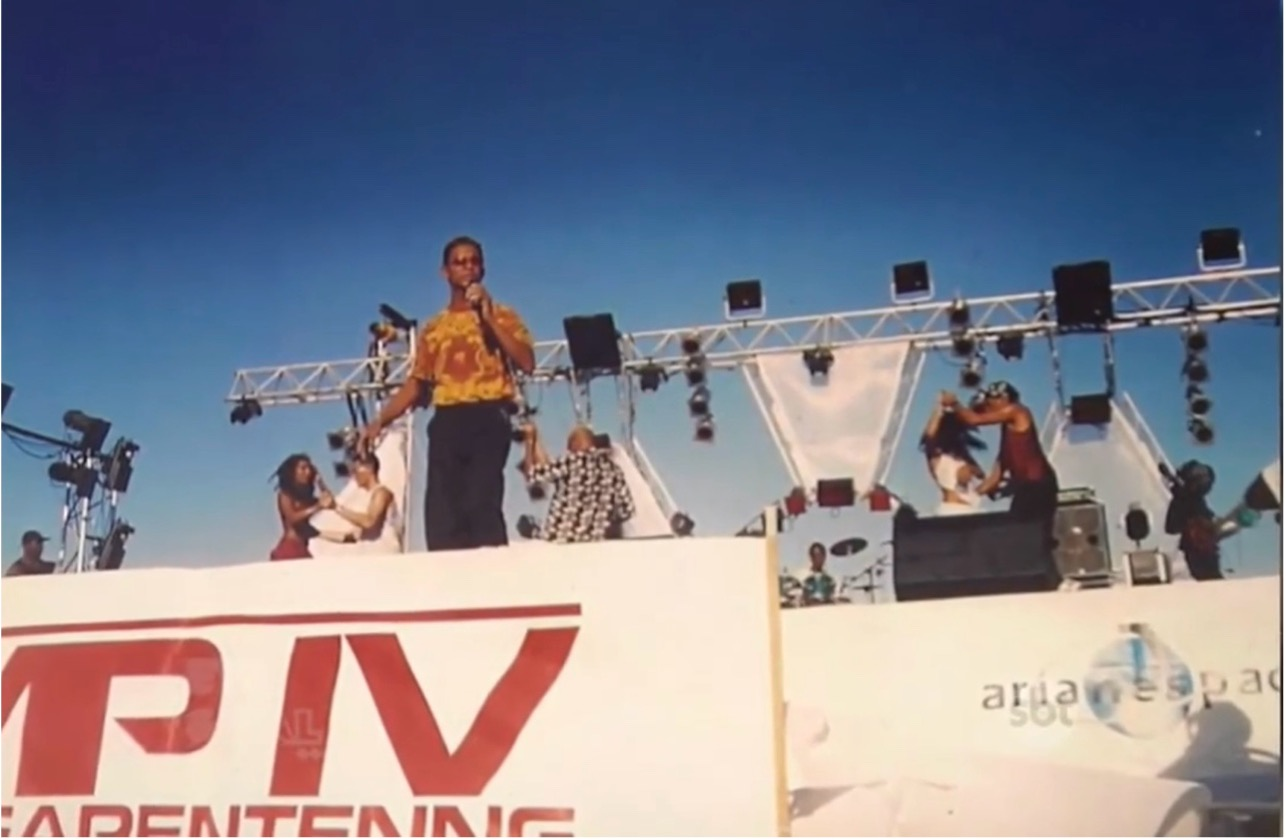
Tonny Brasil em festival de Zouk na Guiana Francesa.

## Reconhecimento
No dia 15 de maio de 2023, Tonny Brasil recebeu uma comenda da Assembleia Legislativa do Estado do Pará, através da Medalha do Mérito Legislativo Newton Miranda, reconhecendo-o como criador do Tecnobrega. Em setembro de 2023, Tonny recebeu o título de Amigo do 20° Batalhão da Polícia Militar do Pará.

## Composições de destaque
- "Cúmbia do Amor", gravada por Banda Calypso, Marília Mendonça, Joelma e Xand Avião.
- "Fórmula Mágica", gravada por Banda Calypso e Joelma
- "Não Faz Sentido", gravada por Banda Calypso e Joelma
- "Dois Corações", gravada por Banda Calypso e Joelma
- "Leviana", gravada por Diogo, Reginaldo Rossi e Leonardo.
- "Meu Amor é Todo Seu", gravada por Banda Sayonara e Companhia do Calypso.

## Discografia
- Tonny Brasil & Anna di Oliveira
- Tonny Brasil
- Tonny Brasil & Açaí Machine
- Tonny Brasil & Açaí Machine (ao vivo)

## Filmografia
- Websérie Sampleados - Episódio 4